# Anglická fotbalová reprezentace v roce 2010
Anglická fotbalová reprezentace sehrála v roce 2010 dvanáct mezistátních utkání. Z toho byly čtyři na Mistrovství světa ve fotbale 2010, tři v kvalifikaci na ME 2012 a pět přátelských. Trenérem byl Ital Fabio Capello.

## Zápasy
| 3. března 2010 přátelské            |        |           |                                                                   |
| Anglie                              | 3 – 1  | Egypt     | Wembley, Londýn diváci: 80 602 rozhodčí: Carlos Torres (Paraguay) |
| Crouch 56', 80' Wright-Phillips 75' | report | Zidan 23' | Wembley, Londýn diváci: 80 602 rozhodčí: Carlos Torres (Paraguay) |

| 25. května 2010 přátelské          |        |              |                                                                  |
| Anglie                             | 3 – 1  | Mexiko       | Wembley, Londýn diváci: 88 638 rozhodčí: Masaaki Toma (Japonsko) |
| King 17' Crouch 34' G. Johnson 47' | report | Franco 45+3' | Wembley, Londýn diváci: 88 638 rozhodčí: Masaaki Toma (Japonsko) |

| 30. května 2010 přátelské |        |                                    |                                                                 |
| Japonsko                  | 1 – 2  | Anglie                             | UPC-Arena, Graz diváci: 88 638 rozhodčí: Rene Eisner (Rakousko) |
| Tulio 7'                  | report | Tulio 72' (vl.) Nakazawa 83' (vl.) | UPC-Arena, Graz diváci: 88 638 rozhodčí: Rene Eisner (Rakousko) |

| 12. června 2010 20:30 MS 2010, skupina C |        |             |                                                                                             |
| Anglie                                   | 1 – 1  | USA         | Royal Bafokeng Stadium, Rustenburg diváci: 38 646 rozhodčí: Carlos Eugênio Simon (Brazílie) |
| Gerrard 4'                               | report | 39' Dempsey | Royal Bafokeng Stadium, Rustenburg diváci: 38 646 rozhodčí: Carlos Eugênio Simon (Brazílie) |

| 18. června 2010 20:30 MS 2010, skupina C |        |          |                                                                                         |
| Anglie                                   | 0 – 0  | Alžírsko | Green Point Stadium, Kapské Město diváci: 64 100 rozhodčí: Ravshan Irmatov (Uzbekistán) |
|                                          | Report |          | Green Point Stadium, Kapské Město diváci: 64 100 rozhodčí: Ravshan Irmatov (Uzbekistán) |

| 23. června 2010 16:00 MS 2010, skupina C |        |           |                                                                                              |
| Slovinsko                                | 0 – 1  | Anglie    | Nelson Mandela Bay Stadium, Port Elizabeth diváci: 36 893 rozhodčí: Wolfgang Stark (Německo) |
|                                          | Report | 23' Defoe | Nelson Mandela Bay Stadium, Port Elizabeth diváci: 36 893 rozhodčí: Wolfgang Stark (Německo) |

| 27. června 2010 16:00 MS 2010, osmifinále |        |           |                                                                                     |
| Německo                                   | 4 – 1  | Anglie    | Free State Stadium, Bloemfontein diváci: 40 510 rozhodčí: Jorge Larrionda (Uruguay) |
| Klose 20' Podolski 32' Müller 67', 70'    | Report | Upson 37' | Free State Stadium, Bloemfontein diváci: 40 510 rozhodčí: Jorge Larrionda (Uruguay) |

| 11. srpna 2010 přátelské |        |                    |                                                                    |
| Anglie                   | 2 – 1  | Maďarsko           | Wembley, Londýn diváci: 72 024 rozhodčí: Stéphane Lannoy (Francie) |
| Gerrard 69', 73'         | report | Jagielka 62' (vl.) | Wembley, Londýn diváci: 72 024 rozhodčí: Stéphane Lannoy (Francie) |

| 3. září 2010 kvalifikace ME 2012, skupina G |        |           |                                                                   |
| Anglie                                      | 4 – 0  | Bulharsko | Wembley, Londýn diváci: 73 246 rozhodčí: Viktor Kassai (Maďarsko) |
| Defoe 3', 61', 86' A. Johnson 83'           | Report |           | Wembley, Londýn diváci: 73 246 rozhodčí: Viktor Kassai (Maďarsko) |

| 7. září 2010 kvalifikace ME 2012, skupina G |        |                                    |                                                                          |
| Švýcarsko                                   | 1 – 3  | Anglie                             | St. Jakob-Park, Basilej diváci: 39 700 rozhodčí: Nicola Rizzoli (Itálie) |
| Shaqiri 71'                                 | report | 10' Rooney 69' A. Johnson 88' Bent | St. Jakob-Park, Basilej diváci: 39 700 rozhodčí: Nicola Rizzoli (Itálie) |

| 12. října 2010 kvalifikace ME 2012, skupina G |        |            |                                                                 |
| Anglie                                        | 0 – 0  | Černá Hora | Wembley, Londýn diváci: 73 451 rozhodčí: Manuel Gräfe (Německo) |
|                                               | Report |            | Wembley, Londýn diváci: 73 451 rozhodčí: Manuel Gräfe (Německo) |

| 17. listopadu 2010 přátelské |        |                          |                                                                           |
| Anglie                       | 1 – 2  | Francie                  | Wembley Stadium, Londýn diváci: 85 600 rozhodčí: Claus Bo Larsen (Dánsko) |
| Crouch 86'                   | report | Benzema 16' Valbuena 55' | Wembley Stadium, Londýn diváci: 85 600 rozhodčí: Claus Bo Larsen (Dánsko) |